# Compatibilidad interpersonal
La compatibilidad interpersonal o emparejamiento interpersonal es la interacción a largo plazo entre dos o más individuos en términos de facilidad y comodidad de comunicación.

## Conceptos existentes
Aunque desde la antigüedad han existido varios conceptos de compatibilidad interpersonal (véase, por ejemplo, la 'Lisis de Platón), en psicología no se ha propuesto ninguna teoría general de la compatibilidad interpersonal. Los conceptos existentes son contradictorios en muchos detalles, comenzando por el punto central: si la compatibilidad es causada por la coincidencia de parámetros psicológicos o por su complementariedad. Al mismo tiempo, la idea de compatibilidad interpersonal se analiza en campos no científicos (ver, por ejemplo, Compatibilidad astrológica).
Entre las herramientas psicológicas existentes para estudiar y/o medir la compatibilidad interpersonal, destacan las siguientes:
- Una prueba de compatibilidad interpersonal propuesta por Timothy Leary
- Una hipótesis de tres factores (inclusión, control y afecto/apertura) de William Schutz (desarrollada en el cuestionario FIRO-B)
- La hipótesis de Hans Eysenck sobre la compatibilidad entre temperamentos
- Investigación psicológica social sobre similitud de intereses y actitudes
- Panfletos de pruebas de compatibilidad de la década de 1930 y principios de la década de 1950, desarrollados por George W. Crane
- Hipótesis de compatibilidad entre actitudes de personalidad de Russell L. Ackoff y Frederick Edmund Emery,[1]
- Herramienta DMO de Lyudmila Sobchik (DMO significa diagnóstico de relaciones interpersonales, Ruso: диагностика межличностных отношений)

La sociónica ha propuesto una teoría de las relaciones intertipos entre tipos psicológicos basada en una versión modificada de la teoría de Carl Gustav Jung de los tipos psicológicos. La comunicación entre tipos se describe utilizando el concepto de metabolismo de la información propuesto por Antoni Kępiński. Los datos sociales son mucho más representativos que, por ejemplo, los de Ackoff y Emery. Sociónica asigna 16 tipos de relaciones, desde las más atractivas y cómodas hasta las disputadas. La comprensión de la naturaleza de estas relaciones ayuda a resolver una serie de problemas de las relaciones interpersonales, incluidos los aspectos de compatibilidad psicológica y sexual. Las investigaciones de parejas casadas de Aleksandr Bukalov et al., Han demostrado que las relaciones familiares se someten a las leyes, que son abiertas por socionistas. El estudio de la asignación del tipo sociónica en parejas casadas seleccionadas casualmente confirmó las reglas principales de la teoría de las relaciones entre tipos en sociónica. Entonces, las relaciones duales (suma completa) representan el 45% y las relaciones intracuadrales representan el 64% de las parejas investigadas.
Posteriormente, los partidarios de MBTI propusieron hipótesis alternativas de relaciones entre tipos (la hipótesis de compatibilidad de D. Keirsey entre los temperamentos de Keirsey). Ninguna de estas hipótesis se acepta comúnmente en la teoría de indicadores de tipo Myers-Briggs. MBTI en Rusia a menudo se confunde con sociónica, aunque los 16 tipos en estas teorías se describen de manera diferente y no se correlacionan exactamente.